# Бехтенєв Валерій Борисович
Валерій Борисович Бехтенєв (рос. Валерий Борисович Бехтенев; нар. 8 грудня 1914, Барнаул, Російська імперія — пом. 25 лютого 1993, Москва, Росія) — радянський футболіст та тренер, вситупав на позиціях півзахисника, а також центрального та напівсереднього нападника. Майстер спорту СРСР.

## Кар'єра гравця
Футбольну кар'єру розпочав 1929 року в таганрозькому «Динамо». У 1933 року став гравцем іншого Динамо, з Армавіра. У 1934 року до головної динамівської команди області, «Динамо» (Ростов-на-Дону). У 1937 році грав за єреванське «Динамо», після чого повернувся до Ростова. У 1939 року прийняв запрошення від столичного «Динамо», в якому виступав до 1947 року. Учасник турне московського «Динамо» до Великої Британії (1945). Всього у вищій лізі зіграв 64 матчі і забив 19 голів. У 1948 році перебрався до мінського «Динамо». Наступного року повернувся до єреванського «Динамо», у футболці якого завершив кар'єру футболіста.

## Кар'єра тренера
По завершенні кар'єри гравця розпочав тренерську діяльність. У 1950 році очолив «Трудові Резерви» (Фрунзе), а в 1952 році — кишинівський «Буревісник». З серпня 1954 по 1955 рік тренував горьківське «Торпедо». У 1956 році тренував збірну Узбецької РСР, а також головну команду республіки, «Пахтакор» (Ташкент). У 1957 році призначений на посаду головного тренера «Шахтар» (Кадіївка), в якому пропрацював до серпня 1958 року. Потім допомагав тренувати «Пахтакор» (Ташкент) та «Локомотив» (Москва). У 1966 році приєднався до тренерського штабу краснодарської «Кубані», в якому спочатку працював технічним директором, а потім до 1967 року очолив клуб. З 1968 року по серпень 1969 року очолив «Зеніт» (Іжевськ), а в 1970—1971 роках — «Локомотив» (Калуга). У 1972 році очолив «Мотор» (Владимир).
25 лютого 1993 року помер у Маоскві у віці 78 років.

## Досягнення

### Як гравця
«Динамо» (Москва)
- Вища ліга СРСР
  -  Чемпіон (2): 1940, 1945
  -  Срібний призер (1): 1946

### Відзнаки
- Майстер спорту СРСР